# Ektomykorrhiza

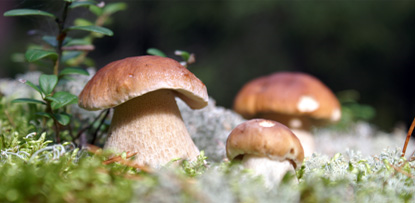
Stensopp (Boletus edulis), även kallad Karl Johansvamp är en av många svampar som bildar ektomykorrhiza med skogsträd.

Ektomykorrhiza är en symbios mellan skogsträd och svampar. Exempel på svampar som bildar ektomykorrhiza är  röd flugsvamp (Amanita muscaria) och stensopp (Boletus edulis). I skogarna på norra halvklotet kan så mycket som 95% av alla trädrötter vara koloniserade av ektomykorrhizasvamp. Det betyder att alla näringsämnen som tas upp av trädet passerar genom svampen. Det gör dem oerhört viktiga för trädens näringsupptag. De vanligaste trädfamiljerna i nordliga skogar;  tallväxter, bokväxter och björkväxter bildar symbios med ektomykorrhiza. 
Om man tittar i en lupp kan man se att svampen täcker trädets tunnaste rötter som små strumpor. I mikroskop kan man se att svamphyferna växer in mellan rotens celler som ett nät. Där sker ett näringsutbyte mellan trädet och svampen. Svampen får kol som trädet har tillverkat i sin fotosyntes och trädet får näringsämnen (till exempel kväve och fosfor) som svampen utvunnit från jorden.
Uppskattningsvis finns det 10 000 arter av svamp som bildar ektomykorrhiza. De flesta är basidiesvampar men några svampar från grupperna sporsäcksvampar och zygomyceter är också kända för att bilda ektomykorrhiza.
Se även Mykorrhiza.